# Statue de Johan Vilhelm Snellman
La Statue de Johan Vilhelm Snellman  (en finnois : J. V. Snellmanin patsas) est une statue érigée dans le quartier de Kruununhaka à Helsinki en Finlande.

## Description
Financé par une collecte de fonds, le monument en mémoire de Johan Vilhelm Snellman a été dévoilé le jour de Snellman, le 12 mai 1923.
Un concours de monuments a été organisé en 1913 et la statue était déjà achevée en 1916, mais la Première Guerre mondiale et la guerre civile finlandaise ont retardé son dévoilement.
La statue a été coulée à Copenhague, au Danemark et sculptée par Emil Wikström. La base de la statue et les abords du monument ont été conçus par l'architecte Eliel Saarinen. La statue a été endommagée pendant la guerre de Continuation lors du bombardement intensif d'Helsinki en février 1944. Les dégâts laissés par les fragments sur le piédestal ont été laissés en souvenir des bombardements,.

## Contexte historique
La contribution de Johan Vilhelm Snellman en tant qu'avant-garde de la civilisation finnoise et développeur des structures de la société civile moderne a culminé avec la préparation de la Diète de 1863, car dans la pratique, il était autorisé à agir en tant que scénariste du programme de la Diète. Dans l'esprit du programme de réforme d'Alexandre II, Johan Vilhelm Snellman a achevé la réforme monétaire, grâce à laquelle la Finlande a obtenu sa propre monnaie, le markka. Grâce a la Diète de Finlande, des routes, des canaux, des voies ferrées et des hôpitaux ont été construits dans le pays et une école publique a été créée. La langue finnoise a acquis un statut officiel et l'autonomie municipale est née. Les citoyens pouvaient faire des affaires dans l'administration et aller à l'école dans leur langue maternelle.

## Galerie

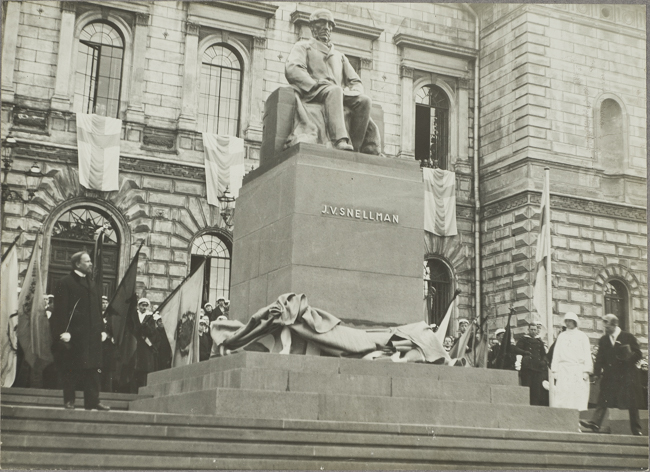
Dévoilement de la statue par Emil Wikström.
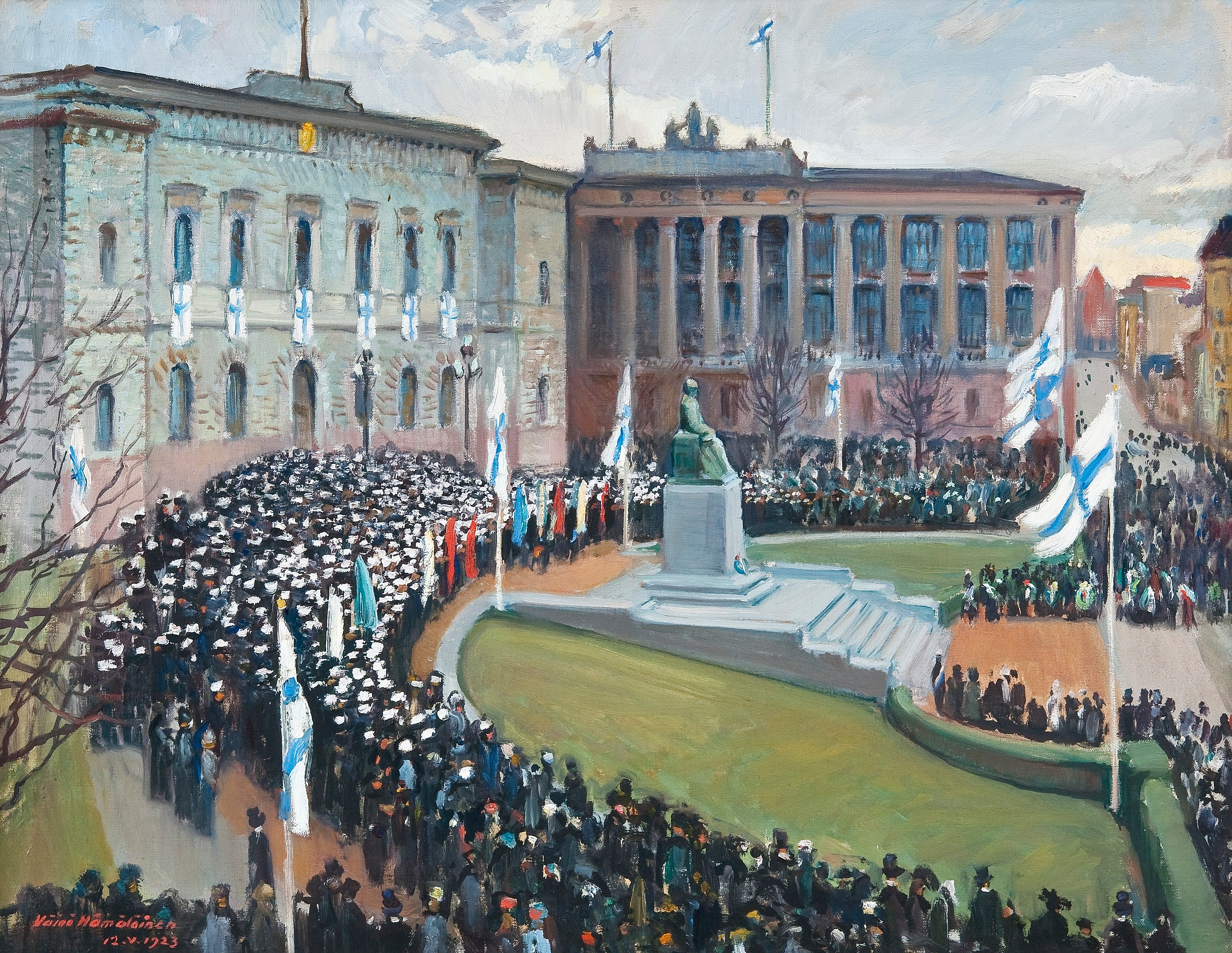
La banque de Finlande peinte par Väinö Hämäläinen.
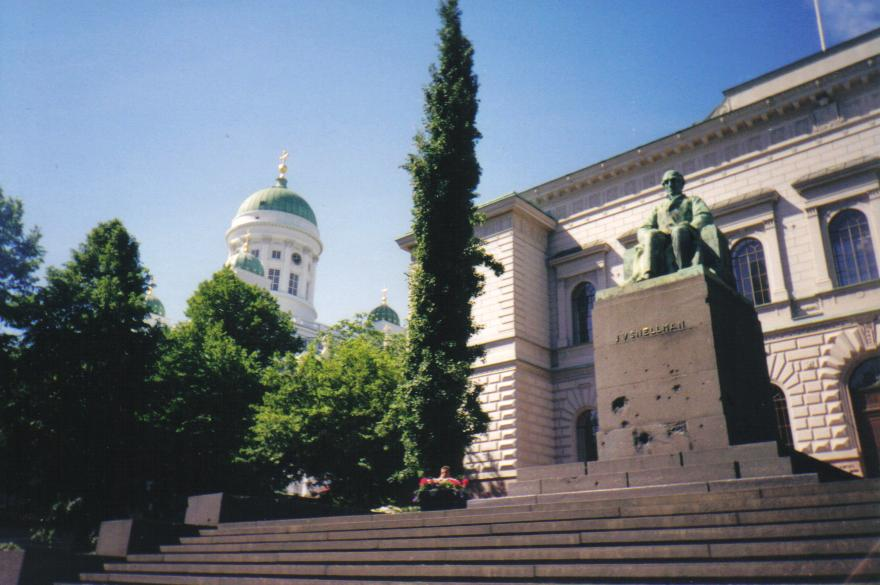
Statue de Snellman.
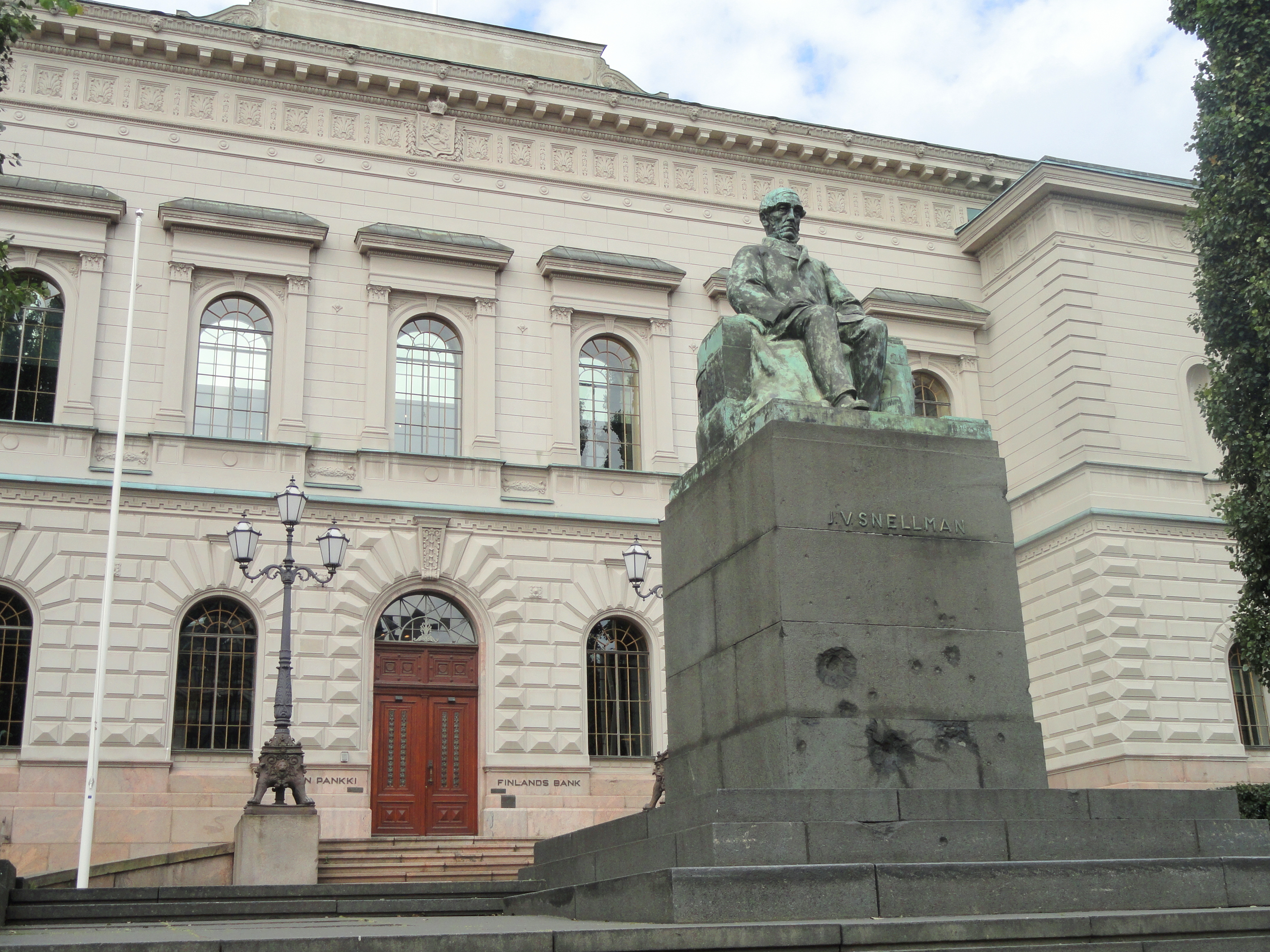
La banque de Finlande et au fond la cathédrale luthérienne d'Helsinki.